# Meeresstrand-Ringelblume
Die Meeresstrand-Ringelblume (Calendula maritima) ist eine Pflanzenart aus der Gattung Ringelblumen (Calendula) in der Familie der Korbblütler (Asteraceae). Diese seltene Art ist ein Endemit im westlichen Sizilien. Ihre Zuchtformen werden von manchen Gärtnern Hänge-Ringelblume genannt.

## Beschreibung

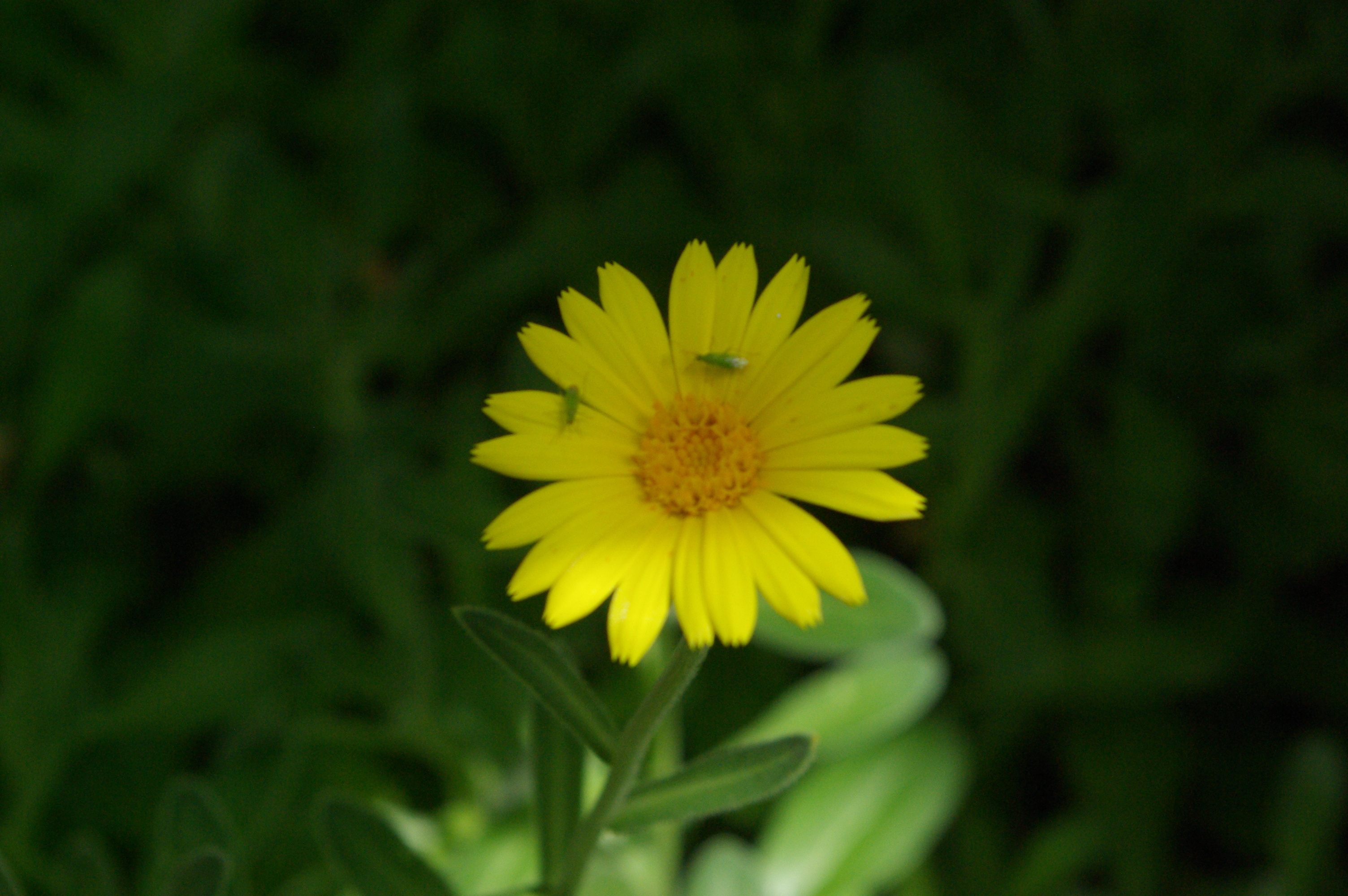
Blütenkorb mit gelben Zungen- und Röhrenblüten

### Vegetative Merkmale
Die Meeresstrand-Ringelblume wächst als einjährige bis kurzlebig ausdauernde krautige Pflanze und erreicht Wuchshöhen von 20 bis 40 Zentimetern. Die Stängel können im unteren Bereich leicht verholzen. Die jungen Stängel stehen zunächst aufrecht, später breiten sie sich aus und hängen zu Boden.
Die wechselständig angeordneten Laubblätter sind mit kurzen klebrigen Härchen bedeckt. Im Gegensatz zur Ringelblume (Calendula officinalis) sind die Laubblätter fleischig und haben einen starken Geruch. Die einfache Blattspreite ist eiförmig bis linealisch; je nach ihrer Platzierung am Stängel: die Oberen sind länglich und werden zur Basis hin immer breiter bis zu einer eiförmigen Form.

### Generative Merkmale
Die Hauptblütezeit erstreckt sich von Mai bis Juni. Der körbchenförmige Blütenstand besitzt einen Durchmesser von 3 bis 5 Zentimetern und enthält zitronengelbe Blüten.
Die Chromosomenzahl beträgt 2n = 32.

## Lebensraum
Die Meeresstrand-Ringelblume wächst auf stickstoffreichen Böden in der Nähe des Meeres.

## Gefährdung
Calendula maritima wurde 2006 auf der Roten Liste gefährdeter Arten der IUCN als „Critically Endangered“ = „vom Aussterben bedroht“ bewertet. Sie kommt nur an zwei begrenzten Arealen auf der Insel Sizilien vor: im Reservat Riserva naturale orientata Saline di Trapani e Paceco zwischen Marsala und dem Monte Cofano im Freien Gemeindekonsortium Trapani im westlichen Teil der Insel Sizilien sowie im Reservat Isole dello Stagnone di Marsala. Dazu gibt es noch Fundorte auf vorgelagerten Inseln. Ihr Areal ist stark fragmentiert. Durch die städtebauliche Entwicklung, zu der beispielsweise die Erweiterung des Hafens von Marsala gehört, sind die Standorte ernsthaft von der Zerstörung bedroht. Eine weitere Gefährdung geht von der Konkurrenz und Verdrängung durch invasive Pflanzenarten wie die Essbare Mittagsblume (Carpobrotus edulis) aus. Die Zahl ihrer Bestände und Populationsgrößen sind nicht bekannt.
An einem Standort, an dem Calendula maritima zusammen mit Calendula suffruticosa subsp. fulgida vorkommt, gibt es Hybriden zwischen beiden Taxa, die fertil sind, und die sogar rückkreuzen. Dies könnte diesen Bestand gefährden.

## Taxonomie
Die Erstbeschreibung von Calendula maritima erfolgte 1825 durch Giovanni Gussone in Index seminum anni .... quae ab Horto Regio in Boccadifalco pro mutua commutatione exhibentur. 2012 erfolgte eine Sichtung von Herbarmaterial und es wurde ein Lectotypus festgelegt. Dabei wurde auch der Rang einer Art und der akzeptierte Name Calendula maritima bestätigt. Synonyme für Calendula maritima Guss. sind: Calendula suffruticosa subsp. maritima (Guss.) Meikle, Calendula incana subsp. maritima (Guss.) Ohle.

## Verwendung
Die Meeresstrand-Ringelblume existiert auch in kultivierter Form. Sie findet als Beet- und Balkonpflanze Verwendung. Wichtigste Sorte ist die gelbe ‚Skyfire‘, eine kompakt wachsende und hängende Züchtung. Sie eignet sich für Beete, Blumenampeln, Kübeln und als Bodendecker. Sie benötigt einen sonnigen Standort und leicht saure Substrate.